# 톤블루
톤블루(1991년 ~ )는 대한민국의 가수다.

## 방송
- 스타 오디션 위대한 탄생 2 (2011) - Top70
- 스타 오디션 위대한 탄생 3 (2012) - Top71

## 음반
- I think I'm ready (2020)

## 기타
- 포이트리 <근.자.감> (2012) - 피처링
- 포이트리 <사랑해, 희망없이> (2012) - 피처링
- 포이트리 <힘이 돼> (2012) - 피처링
- 은지원 <Excuse> (2015) - 피처링
- 은지원 <트라우마> (2015) - 피처링
- 포이트리 <웃긴 애> (2021) - 보컬 참여